# Lucius Cornelius Lentulus Lupus
Pour les articles homonymes, voir Lucius Cornelius Lentulus.
Lucius Cornelius Lentulus Lupus est un homme d'État romain, membre de la branche des Cornelii Lentuli de la gens patricienne Cornelia.
En 163 av. J.-C., il est édile. En tant qu'ambassadeur, il est envoyé par Rome en Grèce, durant les deux années suivantes.
En 159 av. J.-C., il est préteur. En 156 av. J.-C., il est consul avec Caius Marcius Figulus comme collègue.
En 154 av. J.-C., il est accusé et condamné à cause d'une extorsion. En 147 av. J.-C., malgré cela, il devient censeur.
En 143 av. J.-C., il est membre du collège des quindecemviri sacris faciundis.
En 125 av. J.-C., il est princeps senatus ; il meurt peu après.